# 摇滚音乐剧
摇滚音乐剧（英語：rock musical）是一種包含摇滚乐曲的音乐剧作品。
摇滚音乐剧有時會与专辑音乐剧、概念专辑、声乐套曲這些不同的音樂類型存在交集，因為後者也會透過搖滾音樂來講述一個故事。
且有些專輯音樂劇和概念專輯會成為搖滾音樂劇。一些音乐剧专辑和概念专辑在试图通过摇滚来展开剧情中转化为了摇滚音乐剧。
知名的摇滚音乐剧作品包括《近乎正常》，《春之觉醒》，《吉屋出租》，《油脂》和《毛发》等。谁人乐队的《冲破黑暗谷》等摇滚歌剧有时也会作为音乐剧登上舞台。

## 历史发展
20世纪60年代末，伴随着《毛发》的成功，摇滚音乐剧成为了音乐剧的一个重要分支。这部副标题为“美国部落式爱摇滚音乐剧“，以主张反战和自由恋爱的嬉皮士主题摇滚音乐剧于1967年在外百老汇公共剧院首次公演，并于1968年10月登上百老汇舞台 。同时期的另一部摇滚音乐剧作品《你自己的事》也于1968年登台，这是一部性转版的莎士比亚《第十二夜》。事实上，最早显露出摇滚基因的音乐剧是1957年的作品《齐格菲歌舞团》，此剧包含一首摇滚曲目“少年犯”，由50岁的男演员比利·沃夫主音，并为1960年的摇滚音乐剧《拜拜小鸟》所继承和发展。尽管在七年后，摇滚才等来正式登上百老汇的机会，但这些早期试验性将摇滚注入音乐剧的尝试，为《毛发》及其继任者们铺平了道路。
1970年，由安德鲁·劳埃德·韦伯和蒂姆·赖斯创作的《耶稣基督万世巨星》最早以音乐剧专辑的形态面世，专辑销售的资金随后被投入到1971年末问世的音乐剧版本中。这部剧和其它一些同样没有对白但充满戏剧性的摇滚音乐剧让人联想起歌剧，因此有时也被称为摇滚歌剧。音乐剧《Godspell》（1971）有着相似的宗教主题（尽管争议更少）和相似的流行与摇滚影响力。摇滚音乐剧在20世纪70年代的作品如《油脂》《皮蓬》中持续发展，并在深受节奏布鲁斯和灵魂乐影响后有了全新演变，表现于作品《新绿野仙踪》《葡萄干》《梦幻女郎》《Purlie》中。
20世纪80年代，摇滚音乐剧热度有所回落。 除了少数几个摇滚热剧如《恐怖小店》（1982）和《棋王》（1986），观众的口味更多地转向了欧洲流行音乐剧如《悲惨世界》和《歌剧魅影》。 此后，归功于大受欢迎的乔纳森·拉森的摇滚音乐剧《吉屋出租》(1996)，摇滚音乐剧在20世纪90年代迎来了文艺复兴时期。外百老汇随即涌现出大量摇滚音乐剧如《蝙蝠男孩》(1997)和《摇滚芭比》(1998)，以及约翰·卡梅隆·米切尔的一个有关摇滚歌手生平的外百老汇秀等。从20世纪80年代末起，一种新的摇滚音乐剧形式“点唱机音乐剧”开始出现，它们通常基于已有热歌金曲创作，知名作品包括《巴迪霍利传》《妈妈咪呀》 《泽西男孩》等。
20世纪末至21世纪初，随着作曲家如埃尔顿·约翰(阿依达，1998)的作品以及一些成功的摇滚点唱机音乐剧的面世，摇滚音乐剧重迎黄金期。近年的主要摇滚音乐剧新作包括《汉密尔顿 》(2015)，《春之觉醒》(2007)， 《陌路相逢》（2008），《血腥杰克逊》(2008)， 《摇滚年代》（2009），《近乎正常》(2009)和《美国白痴》(2010)。

## 相關影響

### 台灣
2014年由再拒劇團、前叛逆男子共同製作台灣首部BL搖滾音樂劇《新社員》，正是透過搖滾音樂來吶喊、批判、告白……使該音樂劇的音樂不單單只是把搖滾音樂作為一種曲風，更進一步把搖滾音樂作為某種精神，去探討青少年如何面對成長議題，講述同性間在面對自我的迷茫，又受到外在壓迫時的衝突，如何搖滾。

## 主要作品

### 酝酿期：1950s
| 年份 | 作品译名     | 作品原名         |
| ---- | ------------ | ---------------- |
| 1957 | 齐格菲歌舞团 | Ziegfeld Follies |
| 1960 | 拜拜小鸟     | Bye Bye Birdie   |

### 诞生期：1960s
| 年份 | 作品译名         | 作品原名               |
| ---- | ---------------- | ---------------------- |
| 1967 | 毛发             | Hair                   |
| 1969 | 耶稣基督万世巨星 | Jesus Christ Superstar |

### 黄金期：1970s
| 年份 | 作品译名 | 作品原名   |
| ---- | -------- | ---------- |
| 1970 | Purlie   | Purlie     |
| 1971 | 福音     | Godspell   |
| 1971 | 油脂     | Grease     |
| 1972 | 皮蓬     | Pippin     |
| 1973 | 葡萄干   | Raisin     |
| 1974 | 绿野仙踪 | The Wiz    |
| 1980 | 梦幻女郎 | Dreamgirls |

### 调整期：1980s
| 年份 | 作品译名   | 作品原名                      |
| ---- | ---------- | ----------------------------- |
| 1982 | 恐怖小店   | Little Shop of Horrors        |
| 1986 | 棋王       | Chess                         |
| 1989 | 巴迪霍利传 | Buddy – The Buddy Holly Story |

### 复兴期：1990s
| 年份 | 作品译名   | 作品原名                  |
| ---- | ---------- | ------------------------- |
| 1996 | 吉屋出租   | Rent                      |
| 1997 | 蝙蝠男孩   | Bat Boy: The Musical      |
| 1998 | 搖滾芭比   | Hedwig and the Angry Inch |
| 1999 | 阿依达     | Aida                      |
| 1999 | 妈妈咪呀！ | Mamma Mia!                |

### 黄金期II：2000s至今
| 年份 | 作品译名   | 作品原名                     |
| ---- | ---------- | ---------------------------- |
| 2003 | 鬼玩人     | Evil Dead                    |
| 2005 | 泽西男孩   | Jersey Boys                  |
| 2007 | 春之觉醒   | Spring Awakening             |
| 2008 | 陌路相逢   | Passing Strange              |
| 2008 | 血腥杰克逊 | Bloody Bloody Andrew Jackson |
| 2009 | 摇滚年代   | Rock of Ages                 |
| 2009 | 近乎正常   | Next to Normal               |
| 2010 | 美国白痴   | American Idiot               |
| 2015 | 汉密尔顿   | Hamilton                     |

## 扩展阅读
- Wollman, Elizabeth L. The Theater Will Rock: A History of the Rock Musical, from Hair to Hedwig, University of Michigan Press (2006) ISBN 0-472-11576-6
- Warfield, Scott. "From Hair to Rent: Is 'Rock' a Four-Letter Word on Broadway?," The Cambridge Companion to the Musical, rev. sec. ed., William Everett and Paul Laird, eds., Cambridge University Press (2008) ISBN 0-521-79639-3